# Section 25
Section 25 est un groupe de post-punk et cold wave britannique, originaire de Blackpool, en Angleterre. Formé en 1977, il est surtout connu pour avoir été signé sur le label mancunien Factory Records et pour son single Looking from a Hilltop (1984).

## Biographie

### Période post-punk (1977–1982)
Section 25 est formé à Blackpool, dans le Lancashire, en novembre 1977. Initialement comme duo, comprenant les frères Larry Cassidy (basse et chant) et Vincent Cassidy (batterie). En juin 1978, ils font leurs débuts sur scène, et en novembre sont rejoints par le guitariste Paul Wiggin. Le premier 7", Girls Don't Count, sort en juillet 1980 sur le label Factory Records, produit par Ian Curtis (de Joy Division) et Rob Gretton. C'est sur Factory que Section 25 continua à sortir ses disques, jusqu'à la fin de ce label. Leur premier album, Always Now, sort en 1981, et est produit par Martin Hannett.
Le groupe donne de nombreux concerts en Grande-Bretagne et dans le Nord de l'Europe entre 1979 et 1981, aussi bien comme tête d'affiche, qu'avec d'autres groupes de la Factory, comme Joy Division, A Certain Ratio, The Durutti Column, Crispy Ambulance et New Order. Le groupe sort aussi un second album auto-produit nommé The Key of Dreams. Ce qui n'empêche pas le groupe de se séparer en 1982 quand Paul Wiggin refuse d'aller aux États-Unis pour leur première tournée américaine. Abandonnant une bonne partie de leur répertoire de concert, les frères Cassidy préparent une nouvelle tournée européenne avec des backing tapes et un percussionniste session. Après un tour de chauffe à Londres, le groupe visite la Belgique, les Pays-Bas et l'Allemagne en janvier 1982 en tandem avec leurs collègues du label Factory, Crispy Ambulance. Puis le groupe entreprit sa première tournée nord-américaine.

### Virage new wave (1983–1986)
Rejoint par le percussionniste Lee Shallcross, Section 25 évolue progressivement dans une direction plus électronique et dansante, évolution qui culmine sur l'album From the Hip et le single Looking from a Hilltop, tous les deux sortis en 1984 et produits par Bernard Sumner de New Order. Cette nouvelle mouture du groupe comptait aussi Angela Flowers (chant et claviers) et Jenny Ross (chant et claviers). Ce line-up effectue une seconde tournée nord-américaine en 1985.
En 1986, le groupe se sépare à nouveau, le couple Larry Cassidy and Jenny Ross sortant seuls un quatrième album, Love and Hate, finalement publié par Factory en 1988. Section 25 resta ensuite silencieux pendant plus d'une décennie, bien que leur catalogue entier fut réédité en CD sur LTM tout comme un DVD d'archives, So Far.

### Retour (depuis 2001)
En 2001, le groupe se reforme et commence à composer de nouveaux morceaux, censés être la base d'un nouvel album, mais la mort de Jenny Ross, atteinte d'un cancer, en 2004, y met un terme. Avec désormais Ian Butterworth (du groupe Factorien Tunnelvision) à la guitare, et Roger Wikeley à la basse et aux claviers, le groupe fait sa première date depuis presque vingt ans, dans sa ville de Poulton-le-Fylde, en mai 2006, suivie d'autres à Blackpool, Paris, Bruxelles, Leicester, Londres, et Athènes.
Un nouvel album studio du quatuor, le premier depuis près de vingt ans, Part-Primitiv, est sorti sur LTM en avril 2007, en même temps que Communicants, un DVD comprenant diverses performances de 2006. Acclamé, celui-ci montre le groupe au meilleur de sa forme. Larry et Vin Cassidy figurent également dans le film documentaire de Factory sorti en 2006, Shadowplayers. Le groupe se produit au festival A Factory Night (Once Again) en décembre 2007 au Plan K à Bruxelles, un concert filmé doublé d'une exposition, organisé à l'occasion des 30 ans du mythique concert A Factory Night dans lequel on avait pu découvrir Joy Division, au même endroit.
En mai 2009, le groupe qui a le vent en poupe, sort le second album post-reformation, Nature+Degree, malgré le départ subit de Ian Butterworth et Roger Wikeley (remplacés par Stuart Hill et Steve Stringer). Il commence ensuite à travailler sur un nouvel projet, Retrofit, album reprenant des anciens morceaux complètement remixés, dont un inédit et un remix de neuf minutes de Looking from a Hilltop (remixé par Stephen Morris de New Order). Mais à la surprise générale, Larry Cassidy décède en février 2010, victime d'un infarctus cérébral. Il avait 56 ans. Retrofit est terminé par les membres restant du groupe, dont notamment la fille de Larry Cassidy, Bethany, qui avait déjà prêté sa voix (très similaire à celle de sa mère) sur les deux derniers albums. Il sort en septembre 2010. Le groupe annonce depuis sur son site web qu'il continuait malgré tout avec la formation actuelle.
En 2016, le groupe publie un nouvel album live, Alfresco, pour marquer le Record Store Day en avril. La même année, leur single Hit, de l'album Always Now est samplé par Kanye West sur le morceau FML de son septième album, The Life of Pablo.

## Discographie sélective

### Albums studio
- 1981 : Always Now (Factory Records)
- 1982 : The Key of Dreams (Factory Records)
- 1984 : From The Hip (Factory Records)
- 1988 : Love And Hate (Factory Records)
- 2007 : Part Primitiv (LTM)
- 2009 : Nature+Degree (LTM)
- 2010 : Retrofit (LTM)
- 2013 : Dark Light (Factory Records)

### Singles
- Girls Don't Count / Knew Noise / Up To You 7" (With tracing paper sleeve)
- Girls Don't Count / Knew Noise / Up To You 12" (3 different sleeves ft 3 different girls)
- The Beast / Sakura / Sakura (Matrix Mix) / Trident 12"
- Back To Wonder / Beating Heart 7" (There is also a test press 12", FAC 68-12)
- Looking From A Hilltop / Looking From A Hilltop (Megamix) 12"
- Crazy Wisdom 7" (Cancelled - also FAC 132(T) should have been the 12". Released by Benelux instead)
- Bad News Week / Bad News Week 2 (Cough Mix) 12"

### Compilations et album live
- 1998 : Deus Ex Machina
- 1998 : Live in America and Europe 1982
- 2000 : From the Hip / In the Flesh
- 2008 : Dirty Disco (best of)[3]